# General Güemes
General Güemes ist die Hauptstadt des gleichnamigen Departamentos General Güemes in der Provinz Salta im Nordwesten Argentiniens. Sie liegt 50 Kilometer von der Provinzhauptstadt Salta entfernt. In der Klassifizierung der Gemeinden der Provinz gehört sie zu den Gemeinden der 1. Kategorie.

## Geschichte
Die Stadt erhielt ihren Namen zu Ehren des Kämpfers um die Unabhängigkeit von Spanien, Martín Miguel de Güemes (1785–1821).

## Feste
- Santa Rosa de Lima (30. August), Patronatsfest